# Кисельово (Верховазький район)
Кисельо́во (рос. Киселёво) — присілок у складі Верховазького району Вологодської області, Росія. Входить до складу Верхівського сільського поселення.
Стара нава — Кисельовська.

## Населення
Населення — 43 особи (2010; 77 у 2002).
Національний склад (станом на 2002 рік):
- росіяни — 100 %